# ストロベリー・ヒル・ハウス
座標: 北緯51度26分18秒 西経0度20分05秒 / 北緯51.4382度 西経0.3348度

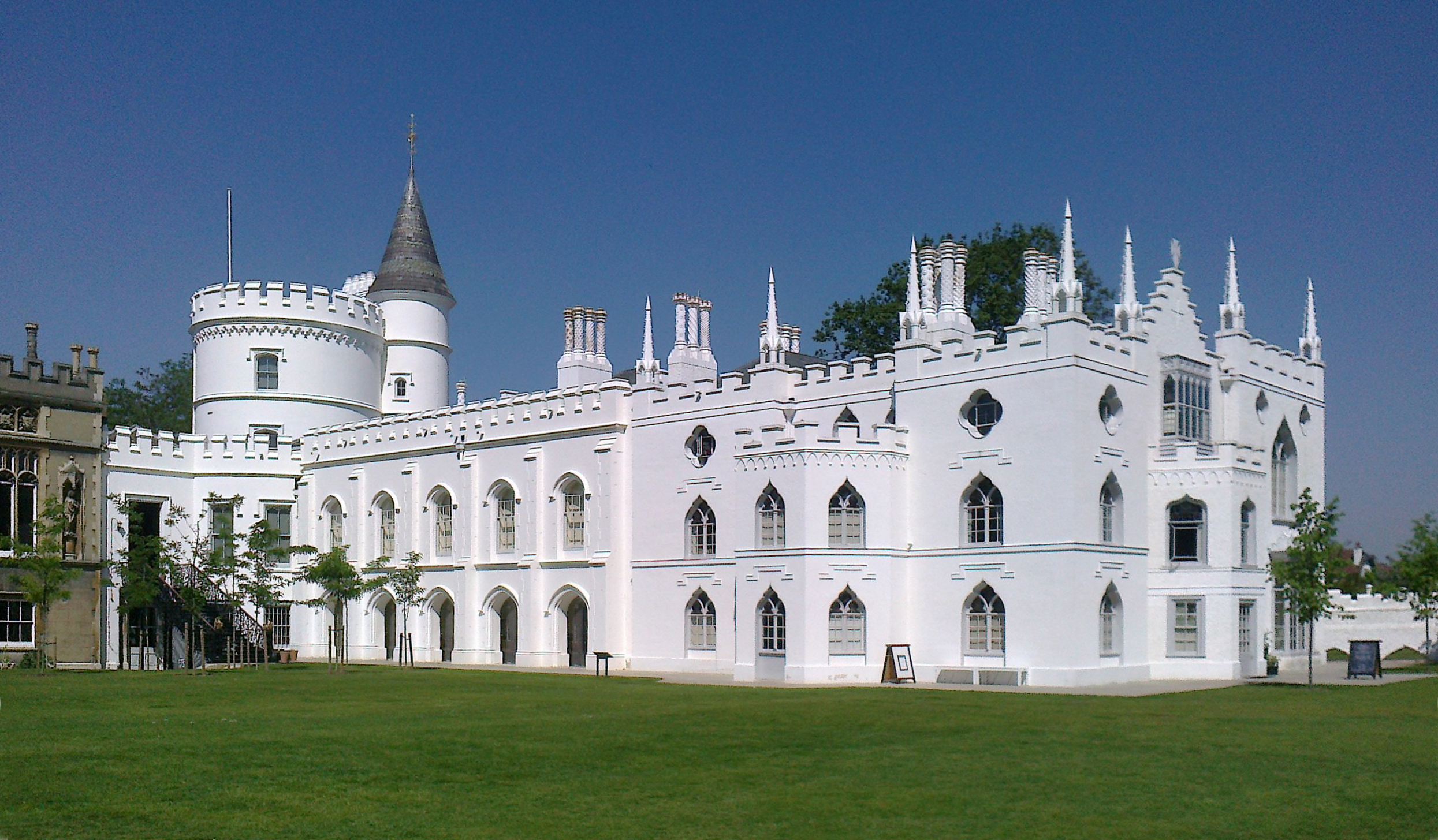
ストロベリーヒル・ハウス

ストロベリー・ヒル・ハウス（Strawberry Hill House）は、政治家ホレス・ウォルポール（後の第4代オーフォード伯爵）が18世紀中頃に建てた中世ゴシック風の邸宅（カントリー・ハウス）である。ゴシック・リヴァイヴァル建築の先駆とされる。

## 概要
ストロベリー・ヒル・ハウスはロンドン郊外にあるトゥイッケナムの広大な地所に建てられている。
ウォルポールは1747年にこの地を借入れた。「ストロベリー・ヒル」というのは、土地にあった小さな屋敷から見つかった古文書に記されていた古い地名である。
翌1748年、ウォルポールは自邸の建設に着手し、1749年には正式に土地を購入した。建築師ロビンソンを雇い入れ、1754年頃までにゴシック風の自邸を造り上げた。ウォルポールは友人たちとともに空想をふくらませ、様々な中世建築から自分好みの装飾を引用し、ディテールを決定していった。
出来上がった邸宅は評判がよく、人々の中世への憧れをかき立てた。1757年からそこに印刷所をもうけ、自作やトマス・グレイその他友人の作品を次々と印刷出版した。ウォルポールはまた、ある日見た夢をもとに中世の古城を舞台にした幻想的な小説『オトラント城奇譚』（1764年）を書き、これも大きな評判を呼んだ。
ウォルポールはさらに邸宅の増築を重ね、はじめ対称的だった建物は不規則な形態になっていった。1759年にゴシック風の円塔、1763年に西側の増築部分、1777年に円錐屋根のボークレア塔を建てた。
邸内にはウォルポールの様々なコレクションが展示されており、ウォルポールは案内記を作成した。見学希望者が多く、見学は1日1組に限定していたという。
ストロベリー・ヒル・ハウスと『オトラント城奇譚』は、イギリスにおけるゴシック趣味の流行に決定的な影響を与えたと評されている。

## その後
ウォルポールの死後、邸宅は人手に渡り、翼廊が増築された。第2次世界大戦後にはカトリック系の学校が使用し、一部改造が加えられた。2008年から2年かけて、古資料をもとに修復工事が行われた。